# Emil von Heimburg
Emil Hans Ernst von Heimburg (* 16. März 1806 in Oldenburg; † 13. Oktober 1881 in Jever) war ein deutscher Verwaltungsbeamter und Parlamentarier.

## Herkunft
Emil war ein Sohn von Heino Ernst von Heimburg (1765–1839) und dessen dritter Ehefrau Henriette Wilhelmine, geborene von Kaas († 1824).

## Karriere
Heimburg studierte an der Ruprecht-Karls-Universität Heidelberg. 1827 wurde er Mitglied des Corps Guestphalia Heidelberg. Nach dem Studium trat der in den oldenburgischen Staatsdienst ein und war Amtmann, später Oberamtmann des Amtes Jever.
Von 1854 bis 1857 und von 1859 bis 1860 gehörte Heimburg dem Oldenburgischen Landtag an.

## Familie
Er heiratete am 15. Mai 1831 in Jever Helene Marie Scheer (1813–1857). Das Paar hatte mehrere Kinder:
- Johann Ernst (1833–1912), großherzoglich oldenburgischer Amtshauptmann[3]

⚭ 1863 Therese Ohmstede (1843–1880)
⚭ 1881 Agnete Karoline Preuß (* 1854)
- Helene (1835–1904), Opernsängerin ⚭ Dr. med. Leopold Damrosch (1832–1885), als Dirigent nach Amerika ausgewandert
- August Eduard (* 1840) ⚭ 1979 Johanne Helene Kossenhoschen (* 1842)
- Wilhelm (* 1944) ⚭ 1875 Martine Charlotte Ohling (* 1847)
- Amalie (1845–1878) ⚭ N.N. Ohmstede
- Karl (* 1847), Richter ⚭ 1878 Albertine Luise Rösler (1855–1893)
- Marie (* 14. Oktober 1848)
- Paul (1851–1936), preußischer Generalmajor ⚭ 1885 Cornelia Schädler (1861–1938)
- Karl Elimar Heino (1853–1901) ⚭ 1885 Auguste Luise Gerhardine Gröning (* 1857)